# Купол Бібліди
Biblis Tholus — це згаслий марсіанський вулкан, розташований за координатами 2°33′ пн. ш. 235°37′ сх. д. / 2.55° пн. ш. 235.62° сх. д., один із двох вулканів, розташованих поблизу центру вулканічної провінції Tharsis. На ряду із Ulysses Tholus, він перебуває приблизно на середині шляху між Olympus Mons та горами Tharsis Montes. Його ширина становить близько 170 км, а ширина — 100 км. У висоту він сягає 3 км, якщо брати від підніжжя.
Посередині вулкана розташована кальдера, якій було присвоєно назву Biblis Patera, і яка вважається результатом западання магматичної комори під час виверження вулкана. Діаметр кальдери становить близько 53 км, а глибина — чотири кілометри.

## Найменування
Кальдера вулкана Biblis Tholus — Biblis Patera — отримала цю назву раніше від самого вулкана: вона була затверджена Міжнародним астрономічним союзом 1973 року. Сам же вулкан отримав назву Biblis Tholus лише 2007 року. Ці деталі рельєфу успадкували назву деталі альбедо Biblis Fons (фонтан Бібліди), відкритої під час телескопних спостережень ще в XIX столітті.

## Галерея
|                                                                             |
| Топографія та розташування вулкана у регіоні Tharsis, на основі даних MOLA. |

| |
| Зближений вид на Biblis Patera. Знімок виконано з космічного апарата Mars Odyssey. Кільцевий вал кратера має ознаки численних епізодів западання. |

|                                                                                              |
| Сусідній вулкан Ulysses Tholus та його розташування відносно інших вулканів (знімок THEMIS). |

|                                                    |
| П'єдестальний кратер Biblis Patera, знімок HiRISE. |

| |
| П'єдестальні кратери утворюються, коли викиди, спричинені ударом космічного тіла об поверхню, захищають нижні шари від ерозії. В результаті такого процесу кратери виглядають такими, що вивищуються над рештою території. |